# علي عباس (لاعب كرة قدم إماراتي)
علي عباس (مواليد 12 ديسمبر 1979، لاعب كرة قدم إماراتي دولي معتزل يجيد اللعب في الوسط .
لعب سابقاً مع أندية النصر والأهلي و الجزيرة والوصل و الظفرة ومثل منتخب الإمارات .

## روابط خارجية
- علي عباس على موقع الاتحاد الدولي (مؤرشف)  (الإنجليزية)
- علي عباس على موقع قاعدة بيانات كرة القدم.إي يو (الإنجليزية)
- علي عباس على موقع ناشيونال فوتبول تيمز (الإنجليزية)